# 原克己
原 克己（はら かつみ、1944年11月13日 - ）は、日本のプロゴルファー。

## 来歴
1970年にプロ入り。
1976年の日本プロでは初日を村上隆・大場勲・新井規矩雄・金本章生・村上渉・陳健振（中華民国）・大嶋正春・寺本一郎・吉武恵治・宮本省三・榎本七郎・菊地勝司・渡辺由己と共に2アンダー68の8位タイでスタートし、2日目にも68をマークして中嶋常幸と並んでの3位タイに着けた。
1985年から松永カントリークラブでプロ・アマ・研修生により行われている「ミッドサマーオープン」では1989年に3位タイ、1991年には4位に入った。
1986年の中四国オープンでは初日を5アンダー68の5位タイでスタートしたが、2日目には2日連続となる68をマークして首位に立ったが、3日目には77を叩いて十亀賢二と並んでの13位タイに後退し、最終日には69をマークして9位タイに入った。
1991年の中四国オープンでは坂本義一と並んでの8位タイ、1993年のキャスコ岡山オープンでは宮田孝誠・山本己沙雄・吉野展弘・松永一成に次ぐ5位に入った。
1996年のHTBシニアクラシックでは郭吉雄（中華民国）・竹安孝博・戸川一郎と並んでの7位タイ、1998年のキャッスルヒルオープンでは草壁政治・栗原徹・田中文雄と並んでの8位タイに入り、1999年のGeorgiaKSBオープンを最後にレギュラーツアーから引退。